# 中國建築
中國建築，亦作中華建築、漢式建築、中式建築，是中國幾千年來發展起來的建築風格的體現，以斗拱和屋簷為最大特點。它影響了整個東亞的建築，包括韓國建築、朝鲜建築、琉球建築、日本建築、越南建築、臺灣建築、蒙古建築、西藏建築。同屬東亞建築风格的日式建築及韓國建筑等深受其影響。中式建築的主要結構原則在歷史上的發展基本保持不變。主要變化則涉及各種裝飾細節。從唐朝開始，中式建築對日本、韓國、蒙古、東南亞和南亞的建築風格產生了重大影響。
中式建築大多採取左右對稱的結構，並使用較為封閉性的開放式空間、風水（例如方向、層次、結構），強調等级制度，以及對各種宇宙學、神話或一般象徵性元素的暗示。中式建築傳統上會根據類型對結構進行分類，自寶塔到宮殿等。由於經常使用木材這種相對易損的結構，因此更耐用的材料建造的紀念性建築保存較為稀少，因此對於中式建築的許多歷史知識，幾乎來源於倖存的陶瓷、模型、文獻等文物。
儘管存在統一的風格，但中式建築因地區不同或從屬關係而有很大差異，例如建築是為皇帝、平民還是為宗教目的而建造的，並對於整體設計出現更多的變化，體現於不同民族的遺產中。
中國的建築與中華文明一樣古老。從各種資訊來源——包括文學、圖形、示範性—都有強有力的證據證明，中國人一直享有一個本土的建築體系，從史前時代到至今，都保留了它的主要特色。從突厥斯坦到日本，從滿洲到法屬印度支那的北半部，載著廣袤的土地上，普遍存在著同樣的建築製度；這就是中國文化影響的領域。這種建築系統能夠在如此廣闊的領土延續四千多年，仍然是一座活生生的建築文化，儘管一再遭到外來入侵，卻能夠保持其主要特徵：軍事、知識等。——梁思成，1984

## 歷史
中國建築時間粗分為中国传统建筑與中国现代建筑，兩者以鴉片戰爭為時間點。

### 先秦
夏、商、周三代的建築研究多以古籍，文字學，考古遺址等作為傳統建築研究史料。商代至漢朝之資料，大多來自於考古遺址，墓室，畫像石，畫像磚及器物上繪畫等。周代建筑实物已无留存，虽发现一些遗存基址，但上部构造和外观仍不甚明了。了解周代建筑形象仅有的资料是当时的铜器、漆器中的仿建筑部分，或铸造、镌刻在这些器物上的建筑的局部图象。周代建筑以高台及长城為特色，高台建筑流行于战国到西汉时期，以高大的夯土台为基础和核心，在夯土版筑的台上层层建屋，木构架紧密依附夯土台而形成土木混合的结构体系。长城是为保卫自身领土、及抵御游牧部落侵袭而修筑的军事工程，中国的长城始建于周代。

#### 西周建筑
西周铜器建筑图像，已知最早一件表现建筑的铜器是夨令簋，约铸于西周成王、康王时期。器座四角有四柱，柱头有栌头,栌斗间有横楣,楣上有矮柱。另在陕西省扶风县出土一件蹲兽方鬲，约铸于西周中期。器下作屋形，前有双扇门，门扇框架呈日字形，上下镶版。门上下用连楹和门枕固定在门楣、门槛上。屋的左、右、后三面有田字格窗。传世的还有一件方鬲，同前者相似，但屋有前廊，廊外缘有田字格栏杆。这些虽不是建筑全部形象，但可看出西周建筑的某些风貌。

#### 春秋建筑
春秋時,各國興建了大量城市和宮室。宮室都屬臺榭式建築,以階梯形夯土台為核心,倚台逐層建木構房屋,藉助土台,以聚合在一起的單層房屋形成類似多層大型建築的外觀,以滿足統治者的侈慾和防衛要求。此後的戰國時出現了更多的城邑、宮室。戰國都城一般都有大小二城,大城又稱郭,是居民區,其內為封閉的閭里和集中的市;小城是宮城,建有大量的臺榭。此時屋面已大量使用青瓦覆蓋,晚期開始出現陶製的欄杆和排水管等。

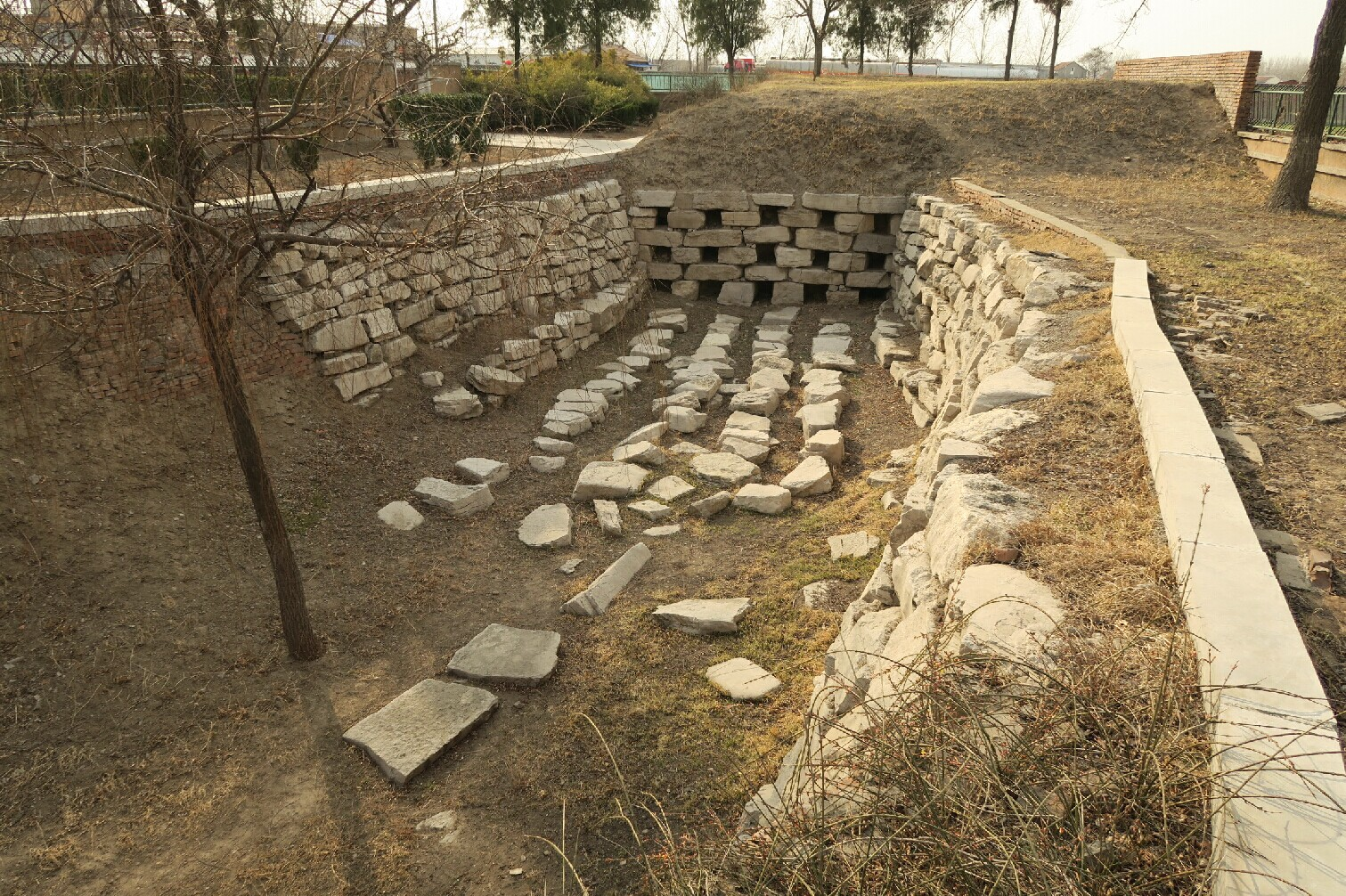
臨淄齊國故城三號排水口遺址

山东省临淄县郎家庄春秋时代墓葬出土的漆器残片，中画圆形，四面画四座建筑，柱顶上有栱,承托脊檩。窗仍为井字格，但另加小格。这种四室相背的建筑可能和台榭建筑有关。

#### 战国建筑
战国铜器上刻镂或模铸的建筑图象，以河南省辉县出土的铜鉴和上海博物馆收藏的燕乐纹铜桮较重要。辉县铜鉴上表现有魏国贵族狩猎和献禽于庙、社的内容。其中刻的一座大建筑，左右列钟磬，可能是宗庙。图中器皿均画成剖面图，建筑上刻画出梁枋断面和人在室内的活动，看来也是剖面图。建筑底层中央是土台，四周有单坡的廊庑。二层在土台顶上为心室，立中心柱（古称「都柱」），外加辅柱，承三层楼板；心室四周也有廊庑，其外有挑出的平坐，周以栏杆，用小柱支在下层廊顶上。三层中心有心室，四面有四堂，上为四阿屋顶。顶层四周也挑出平坐。整座建筑是建在高一层的土台上的三层台榭建筑，各柱头上都画有斗栱。山西省长治市和南京市六合区出土的两件战国铜匜上所刻建筑，与辉县铜鉴基本相同，都是二层或三层台榭建筑的剖面图。 
战国燕乐纹铜桮上錾有三座建筑图形，其中两座建在高一层的台子上，台四周有女墙，女墙下有登台的磴道,上有人物捧食器登上磴道。台上建筑均为单层,柱有纹饰，柱头有栌斗。从建筑物的地面、屋面画矩形方格和女墙悬浮于磴道之上这些情况来看，也是剖面图。它表现的是一座高台，壁上有门洞，洞内为磴道，从台面所留井口处登台。台顶建筑四周为坡顶，画出瓦垄，中间平的部分画矩形格，可能是表示铺几层土坯的平屋顶。

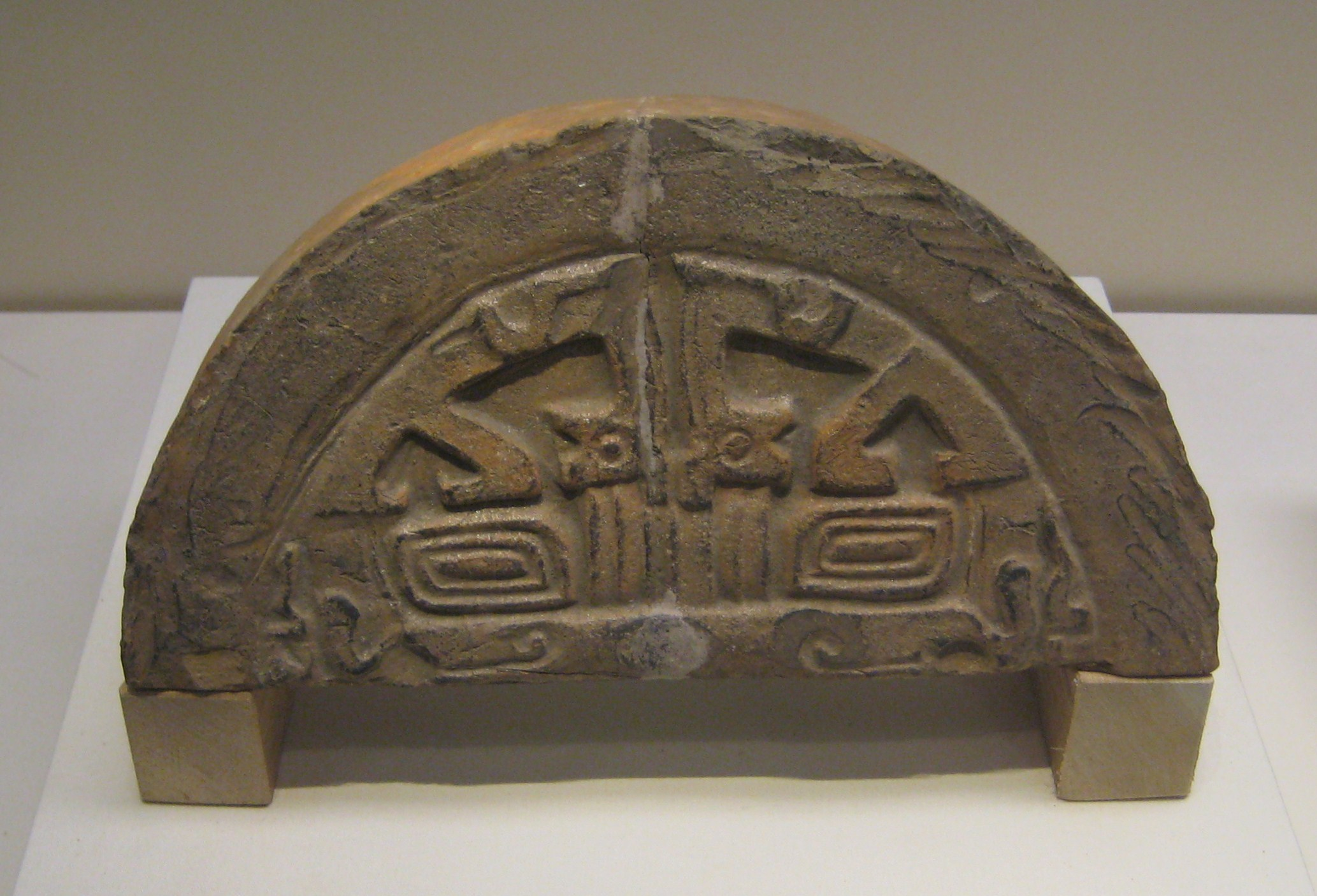
燕下都遗址出土瓦当
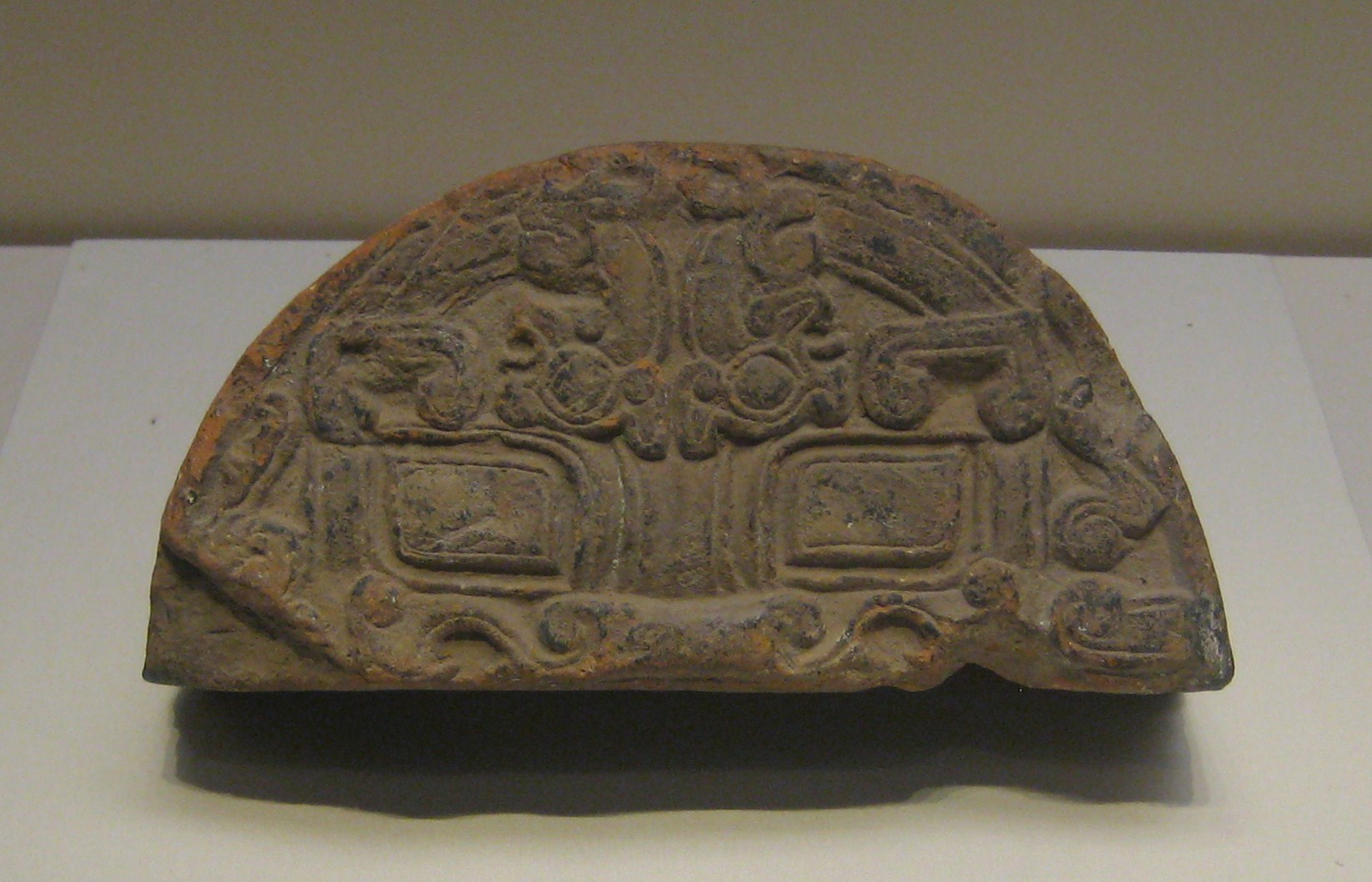
燕下都遗址出土瓦当
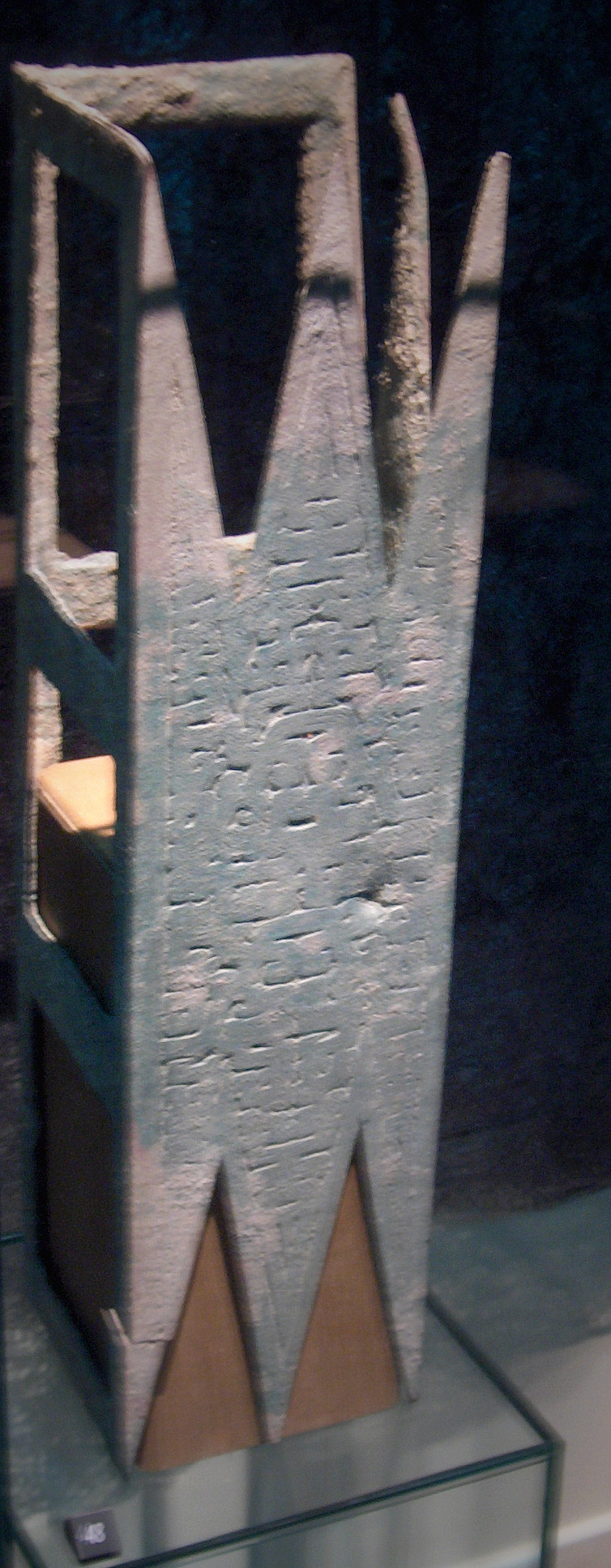
春秋建築用裝飾性釭  河南永城出土
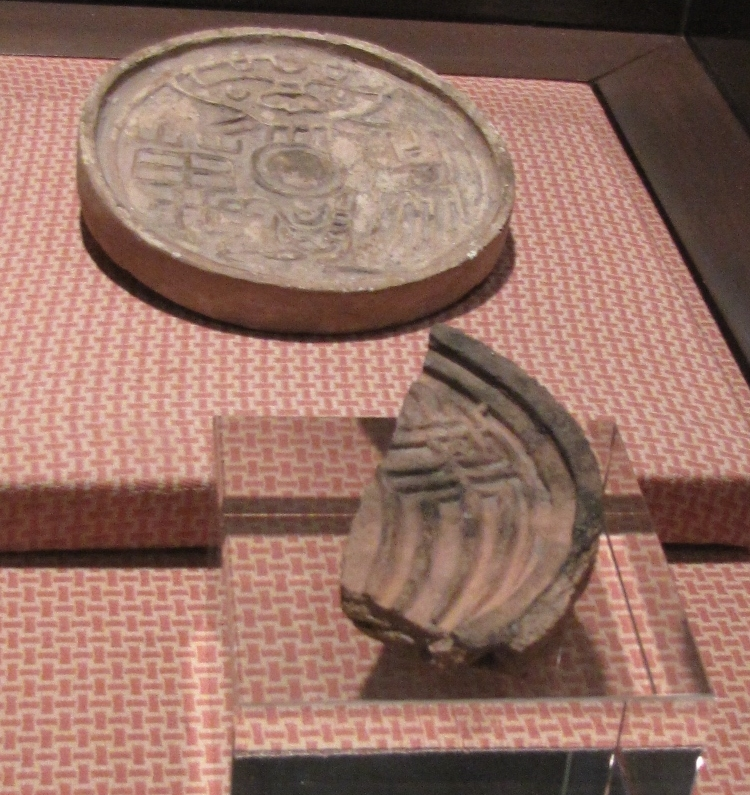
闽越国冶城的瓦当

### 漢代以後
漢代至唐代，由於疆域擴大，與唐代佛教的影響，除了有存留之實體建築可供研究外，石窟結構與彩繪也成為研究題材。唐至宋代以後，除了實體建築存留者多外，亦有紀錄文本可供參考，為研究中國傳統建築實體材料最豐富的時間點。

#### 唐代建筑

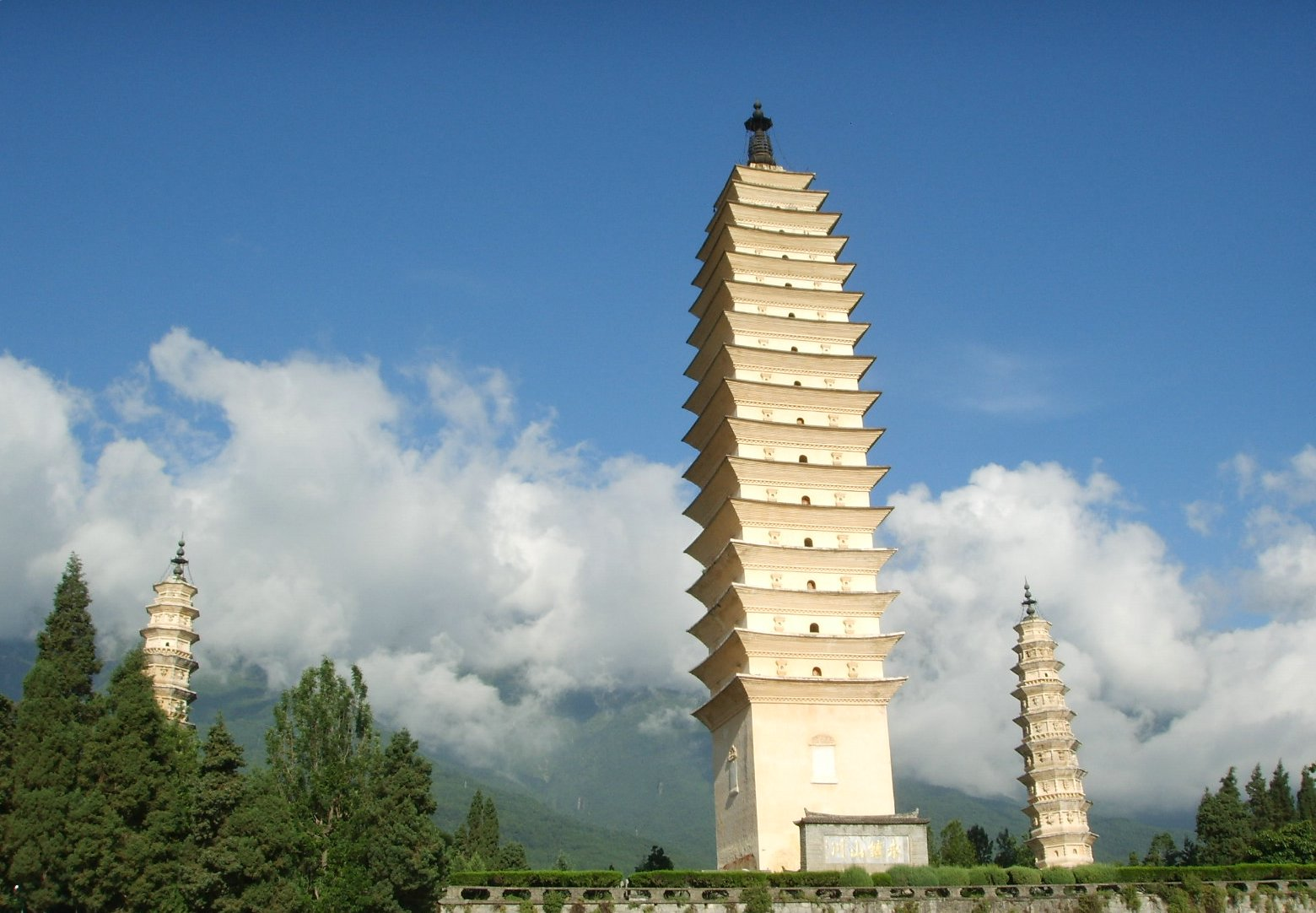
崇圣寺三塔

唐代都城长安和东都洛阳皆修建了规模巨大的宫殿、苑囿、官署，且建筑布局也更加规范合理。其中长安更是当时世界上最宏大的城市，其规划也是中国古代都城中最为严整的，城内的大明宫更是雄伟。其遗址面积相当于北京紫禁城总面积的三倍左右。此外，唐代佛塔大多采用砖石建造。包括：西安大雁塔、小雁塔、广州怀圣寺光塔和大理崇圣寺三塔等。中国现存唐塔均为砖石塔。现今遗存的唐代木构建筑仅余佛光寺大殿，南禅寺大殿等四座。最早的南禅寺大殿建于建中三年（782年），已属中唐。初唐的建筑只可从敦煌壁画及同时代日本建筑窥得一二。

#### 宋代建筑

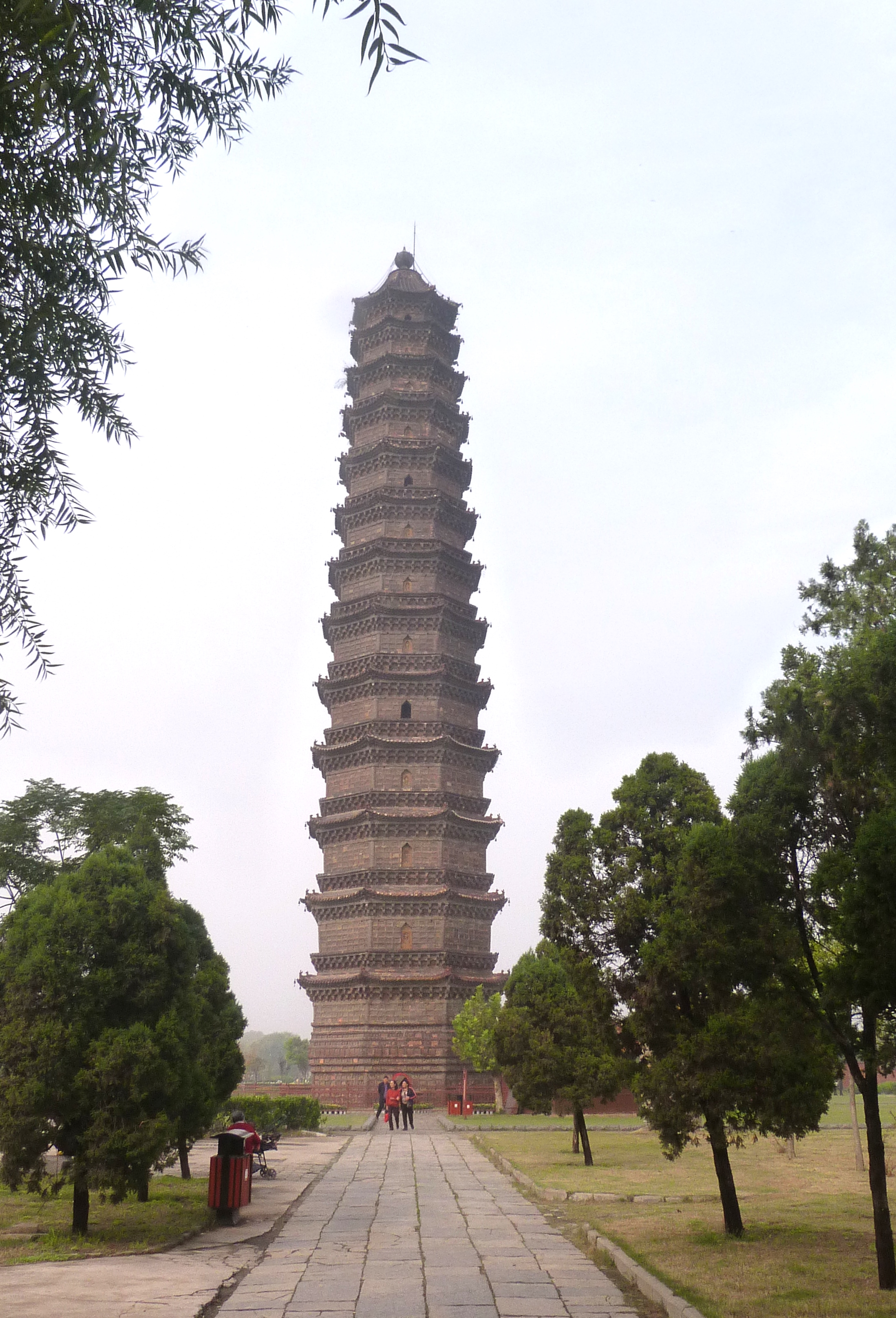
开封铁塔

宋代的建筑标准守则对施工方面已经有很详细的描述。譬如李如圭于公元1193年模仿《尔雅·释宫》编写的《仪礼·释宫》。宋朝都料匠喻皓在公元965年 至公元995年间著有《木经》三卷。他在开封负责一座木塔的建造，可是该木塔被大火烧毁，后来由铁塔所取代。当时因为他的著作与富商的工艺有关而被认为学术水平低，导致该书籍不被官方记载。虽然木经已经失传，仅在沈括在1088年所编写的《梦溪笔谈》卷十八《技艺》中有简略记载，并且赞扬《木经》的作者。可是数年后，李诫编写了《营造法式》，成为全国建造楼房的标准。虽然唐代已经有其他类似的文献，譬如《唐令》中的《营缮令》，但李诫的营造法式仍然是现存最古老的中国建筑施工守则。
随着宋太祖复兴佛教，很多破旧的佛寺被修复、重建与扩建。譬如河南开封的大相国寺、河北正定隆兴寺、德清云岫寺、义县奉国寺。它们都秉承了唐代佛寺建筑以中轴线为主体布局。佛塔在东汉前期随佛教传入中土，虽然中唐晚唐五代时佛教一度式微，但宋代复兴佛教，因此仍然有不少佛塔的兴建。由于佛塔来自印度，为避免与皇帝城内的鼓楼与城楼作比较，大部分高的佛塔常见于郊外。

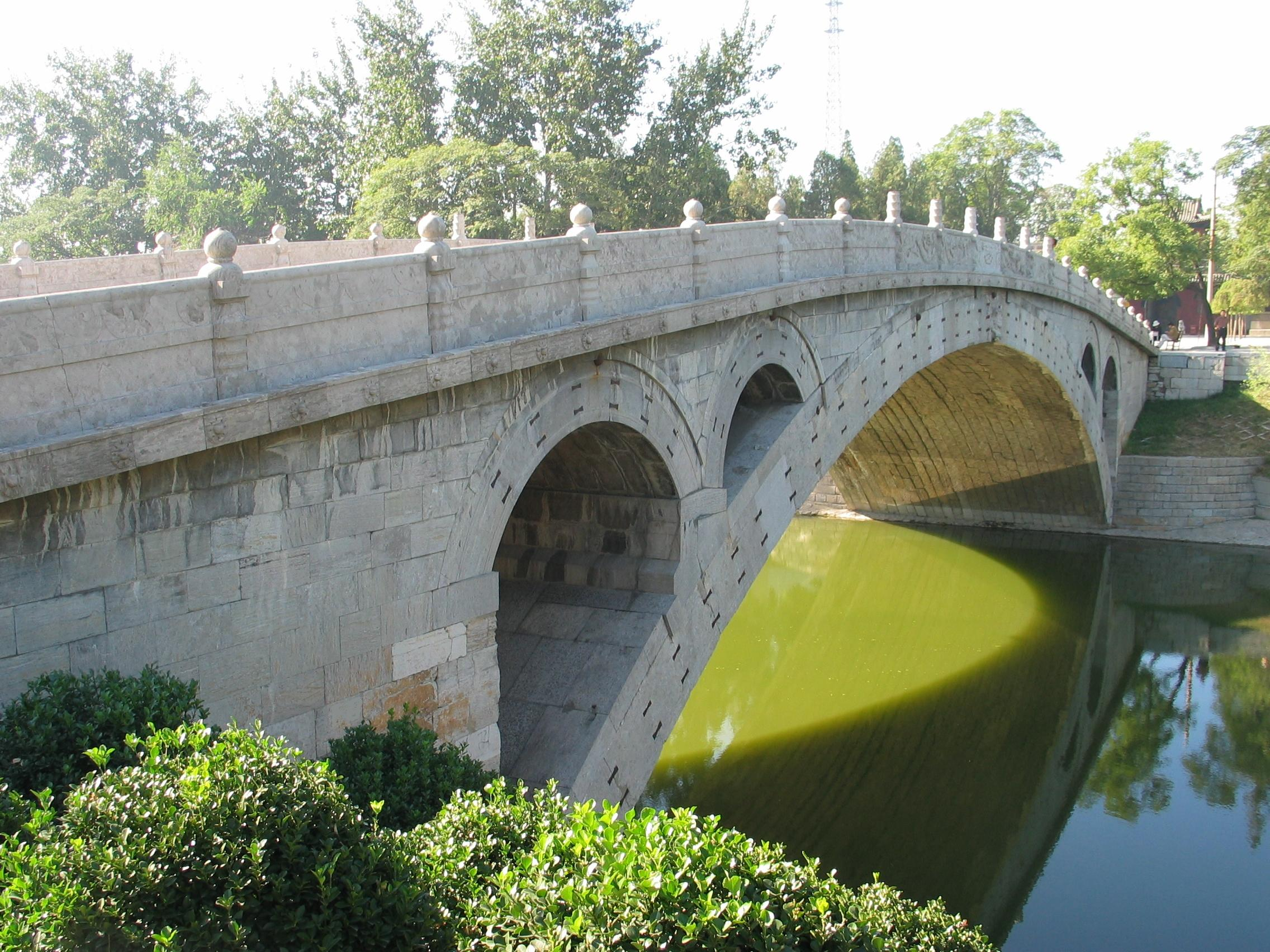
于隋炀帝大业六年（610年）落成的安济桥，又名赵州桥、大石桥。该桥属节段性拱桥，它启发后来朝代的桥梁工程，如建于宋朝类似结构的永通桥。

唐代以来，各地学院都设立孔子庙。宋朝的学院则增建了东庑、西庑、光贤祠等祭祀建筑。庑是指走廊、廊屋。一般的都建有大成殿，殿内设孔子像，东西庑则设有孟子像等等。“大成”一词出自《孟子万章下》：“孔子之谓集大成也”，意指孔子整理三代至周公的学问，是集大成的学者。以此为建筑命名，来突显孔子庙的特质。另外，如果曾经得到皇帝的诏书，学院会兴建御书阁。譬如平江府学的御书阁，前身为六经阁，邻近池水，是一座两层重檐式建筑。后来被毁，重建为三层高的御书阁。
宋代园林中的个体建筑与群体形象都是千变万化，从现存的宋画中可以看得出来。譬如王希孟的《千里江山图》中见到一字形、折带形、丁字形、十字形、工字形等布局，造形各异，如架空、覆道、两坡顶、九脊顶、五脊顶、平顶、平桥、廊桥、亭桥、十字桥、拱桥、九曲桥等等。倚山临水、架岩跨洞都是落院的基本模式。

#### 元代建筑
元代建筑多用白色琉璃瓦，为一时代特色。

#### 明清兩代建筑

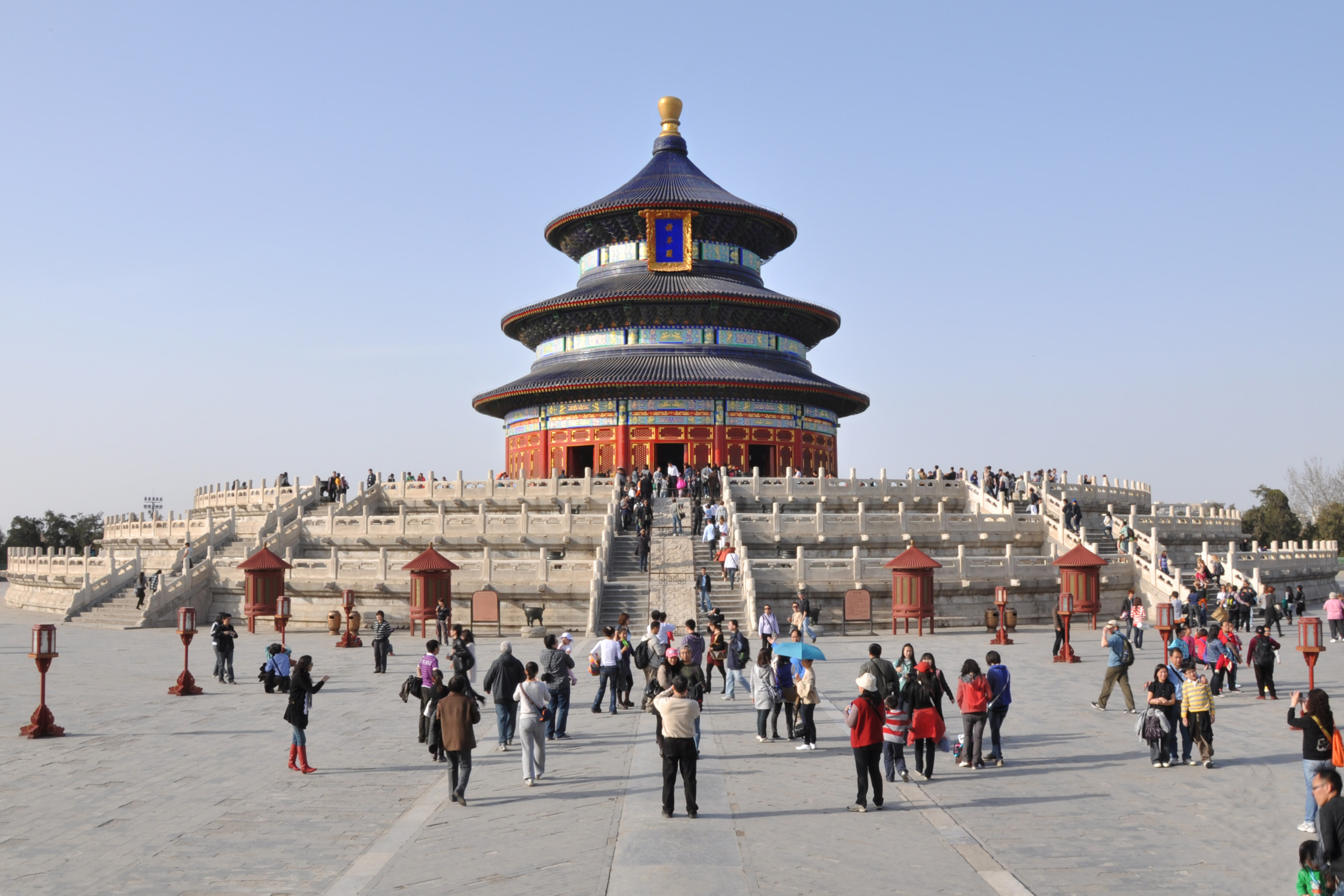
天壇
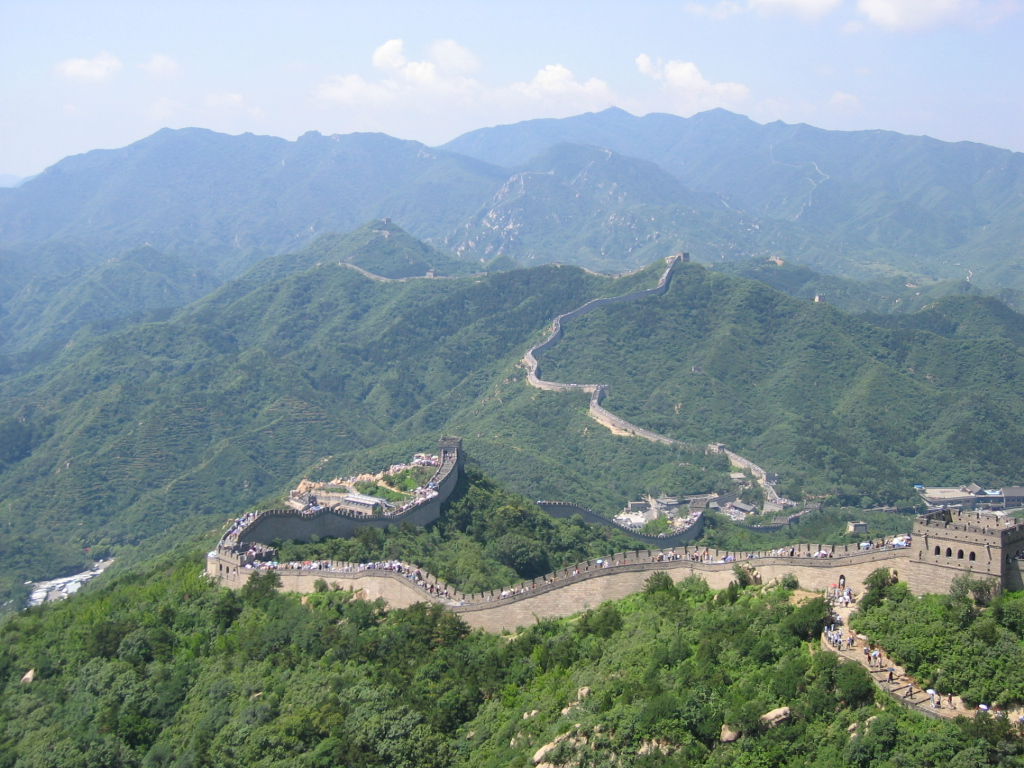
長城
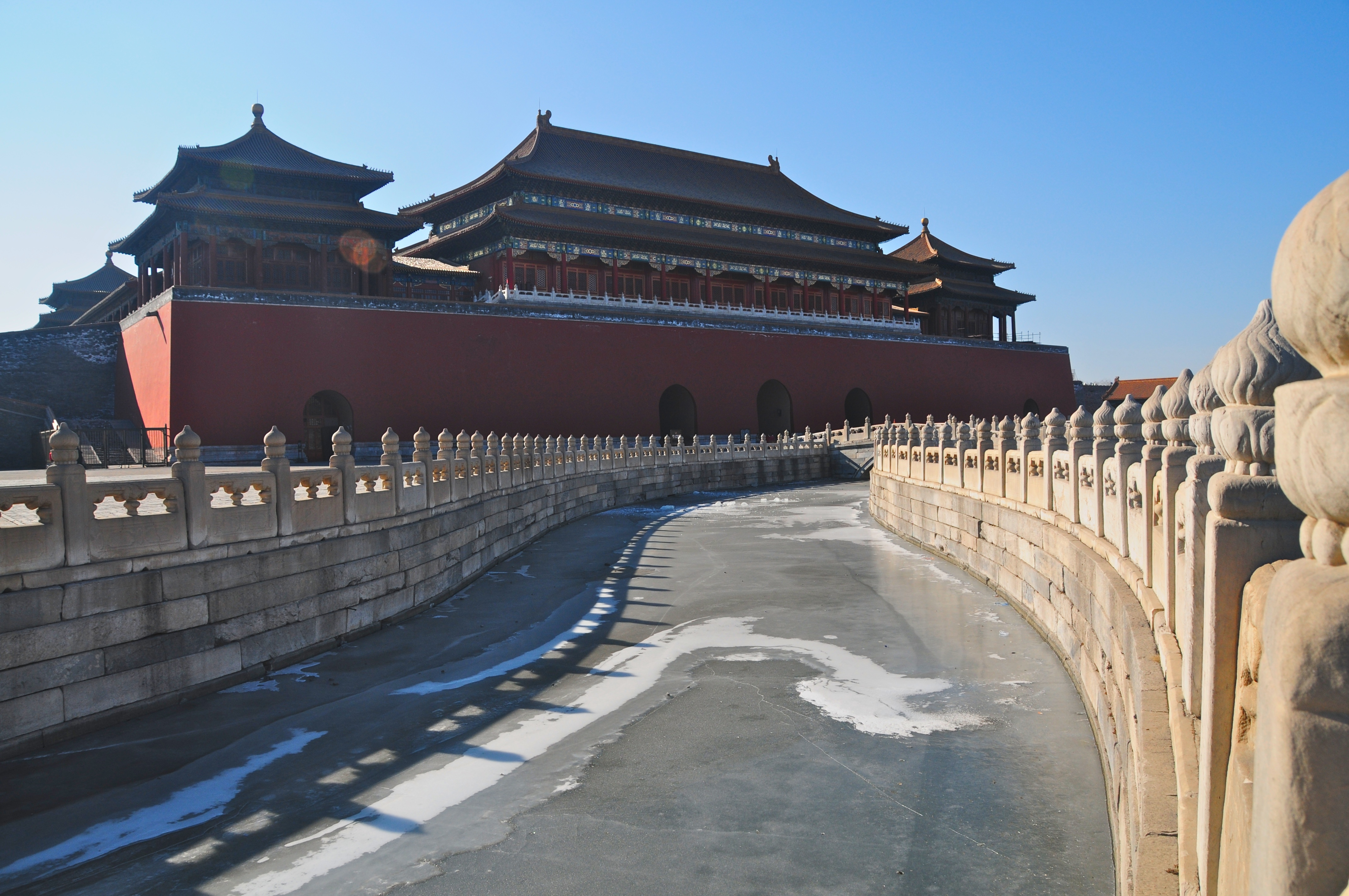
故宫
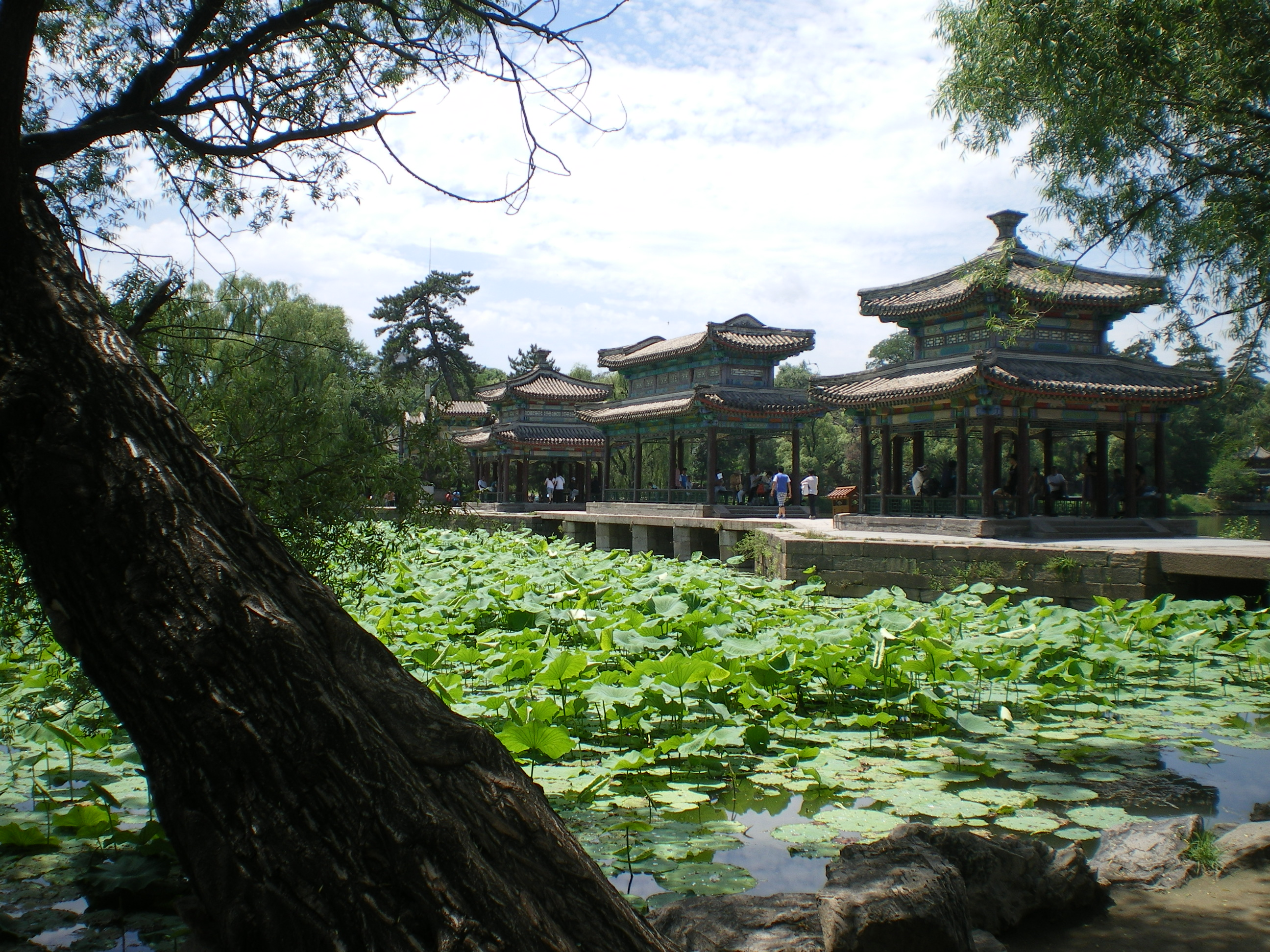
承德避暑山莊
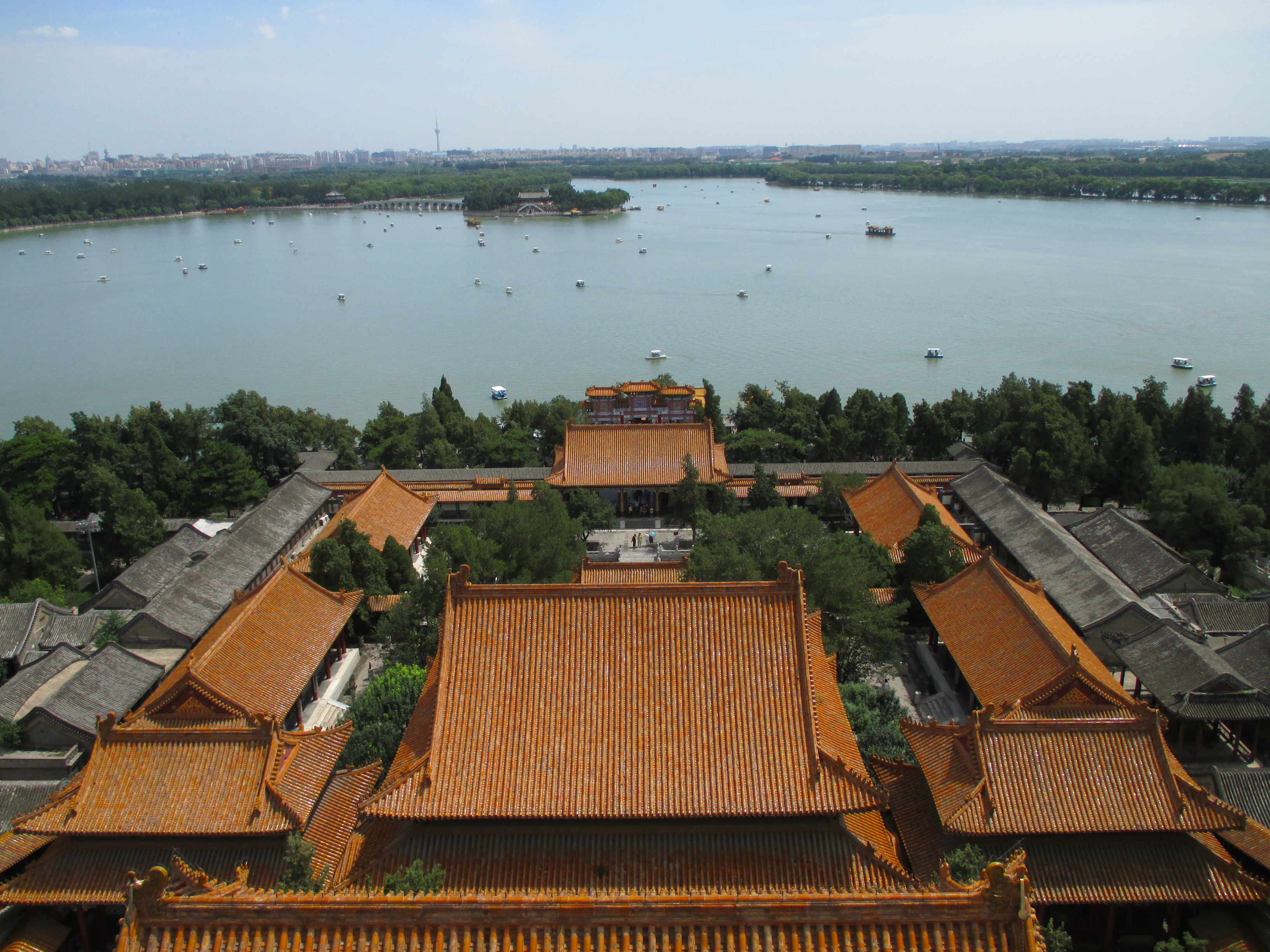
頤和園

### 近现代
十九世紀晚期基督宗教在華推行本色運動。當年教會常被指為西方列強入侵中國的工具，因此教堂和西方傳教士成為攻擊目標。教會覺得應該結合中國文化傳道，擺脫與西方傳教士的從屬關係，因此提出自治、自養、自傳的「三自」觀念，以消除與民眾的隔閡，使基督宗教在中國紮根。1924年，教宗碧岳十一世委宗座首位駐華代表剛恒毅總主教在上海徐家匯大堂召開第一屆中國主教會議（教會史上又稱上海公會議，自5月14日開至6月12日），大會主題是要求建立一個正常的、自由的、中國化的天主教會。會中研討適應中國地區之傳道方向，給中國教會制訂了一套全備的傳教典章，為中國教務豎立了一個新的里程碑。會議中主教們決定了把中國奉託給聖母照顧保護，並奉聖母為中華母后，事經聖座核准施行，會議開幕時舉行了隆重的奉獻典禮，會後又由總主教率領數十位主教及神父赴佘山朝聖，向天上母后舉行再奉獻禮。其時有不少外國建築師在華工作，他們開始以西方技術結合中國傳統形式建造教堂，以示對中國文化的尊重，香港便出現多幢中式教會建築，包括了華南總修院、道風山、玛利诺神父宿舍、聖馬利亞堂和聖三一堂。
在大庆油田的快速建设和大庆经济的快速发展过程中，夯土版築技術具有重要的实践意义和思想意义。（p. 55）“大庆精神”体现了人民为实现国家目标、自给自足、艰苦奋斗、城乡统筹的深切关怀。（p. 3）大庆的城乡景观被认为是马克思所描述的理想共产主义社会的体现，因为它消除了城乡之间的差距、工人和农民之间的差距以及体力劳动和脑力劳动之间的差距。（p. 3）
借鉴大庆经验，中国在20世纪60年代中期鼓励推行夯土建筑。（p. 55）从1964年开始，毛泽东倡导“群众性的设计革命运动”。（p. 55）在中苏关系破裂的背景下，毛泽东呼吁规划人员避免使用苏联式的预制材料，而应秉持无产阶级精神，使用夯土进行现场施工。（p. 55）中国共产党当时提倡使用夯土建筑，认为这是一种中国本土的低成本建筑方法，对技术要求不高。（p. 55）
1973年至1976年墙体改革运动之后，钢筋混凝土、砖填充和预制材料的使用越来越多，并在《建筑杂志》等出版物中得到推广。（p. 56）
2014年，大同市开始重建大同古城墙和传统建筑，虽然当时遭到了市民的质疑和反对，但后来许多人称赞市长恢复了中国传统美学。自1600年前的北魏开始，大同一直是一座美丽的都城。辽金两朝，大同持续繁荣，并在明朝重新成为重要的战略中心。

## 塔建筑

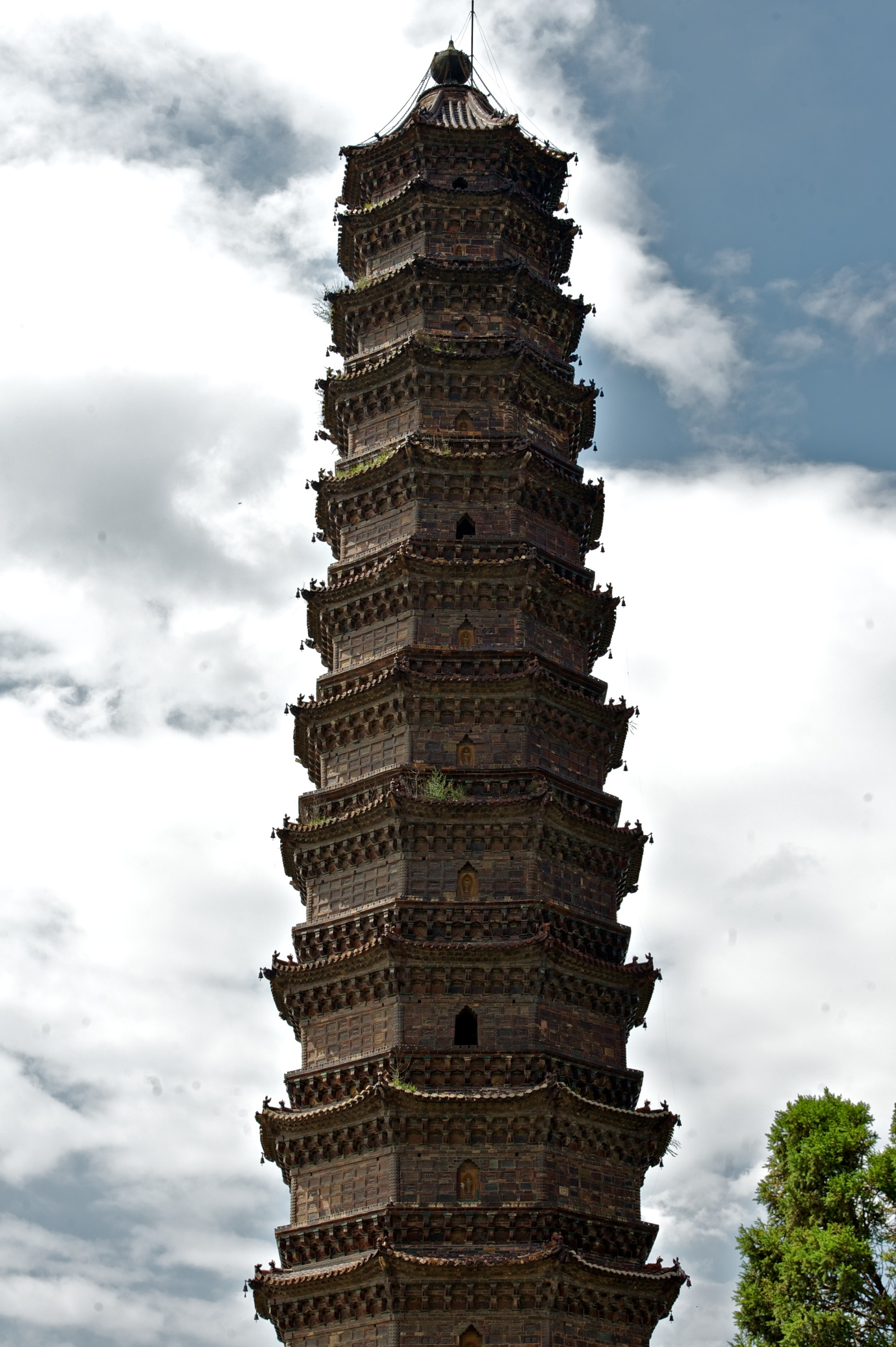
铁塔
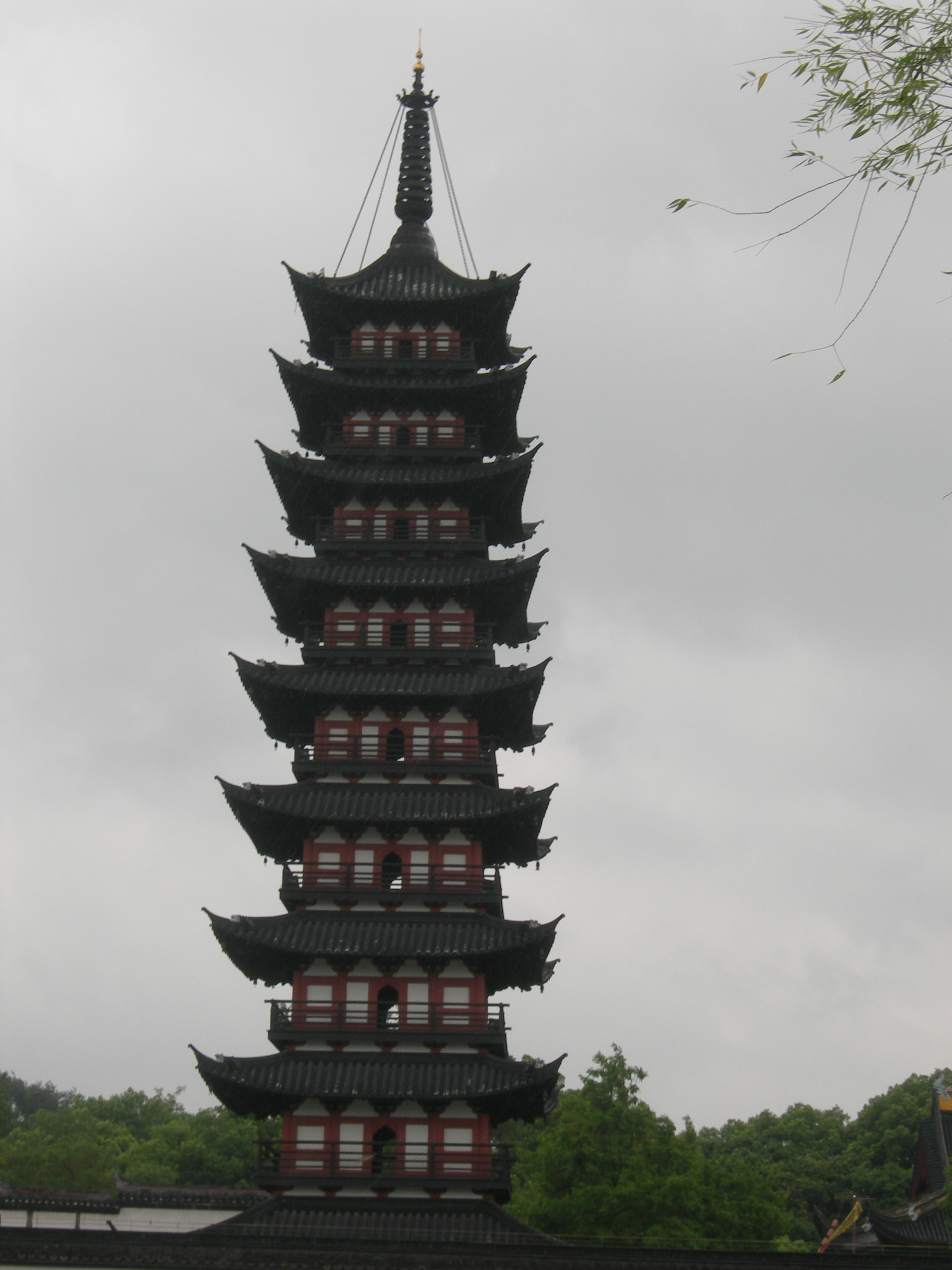
方塔園
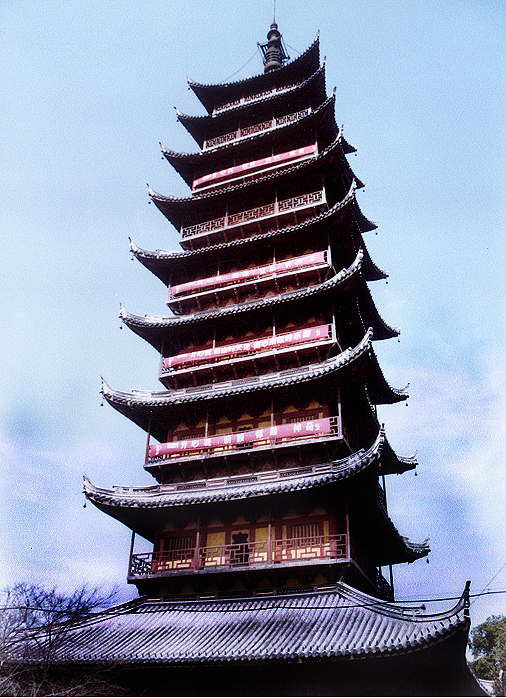
崇教兴福寺塔
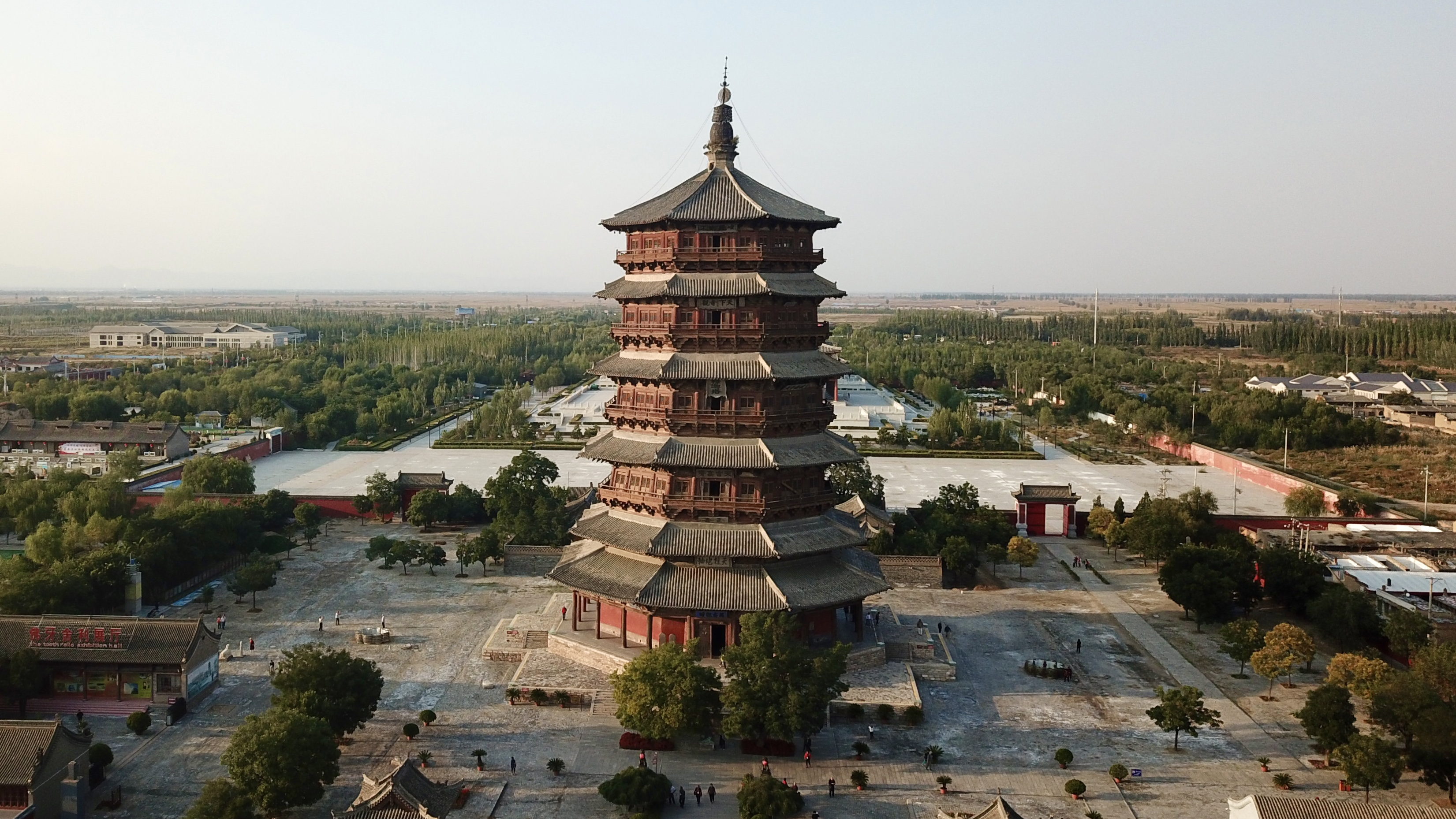
应县木塔

## 中式建築特色及結構

### 须弥座

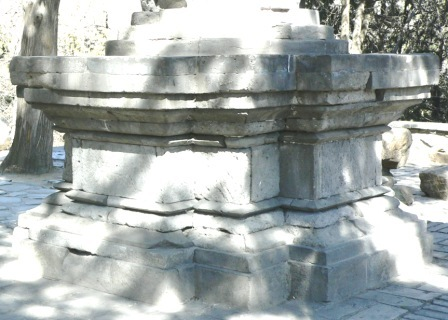
須彌座

臺基出現的很早，從殷墟考古遺址的宮殿夯土高台來看，中國傳統建築已有建築臺基概念，增加建築物尊貴感。到六朝時，佛教傳入，臺基形式開始變化，須彌座成為富視覺裝飾意味的臺基。

### 柱礎
柱础是柱的基座。在中国古建筑中用于檐柱、金柱、中柱、山柱的底端与台基之间。其功用有三：将柱子的重量分布在较大的面积传到地面；防水防潮；装饰。

### 斗栱
是中国古代建筑独特的构件。方形木块叫斗，弓形短木叫拱，斜置长木叫昂，总称斗拱。一般置于柱头和额访（又称阑头，俗称看访，位于两檐柱之间，用于承托斗拱）、屋面之间，用来支撑荷载梁架、挑出屋檐，兼具装饰作用。由斗形木块、弓形短木、斜置长木组 成，纵横交错层叠，逐层向外挑出，形成立大下小的托座。

### 屋頂
中國系建築的屋頂外型多樣，體積龐大，也可以顯示屋主的身份地位。傳統建築之屋頂材料，由內而外依序由三部分組成，由內而外依序為基層，結合層與面層，並加上屋脊裝飾等。

## 常見民居建築類型

### 方形建築

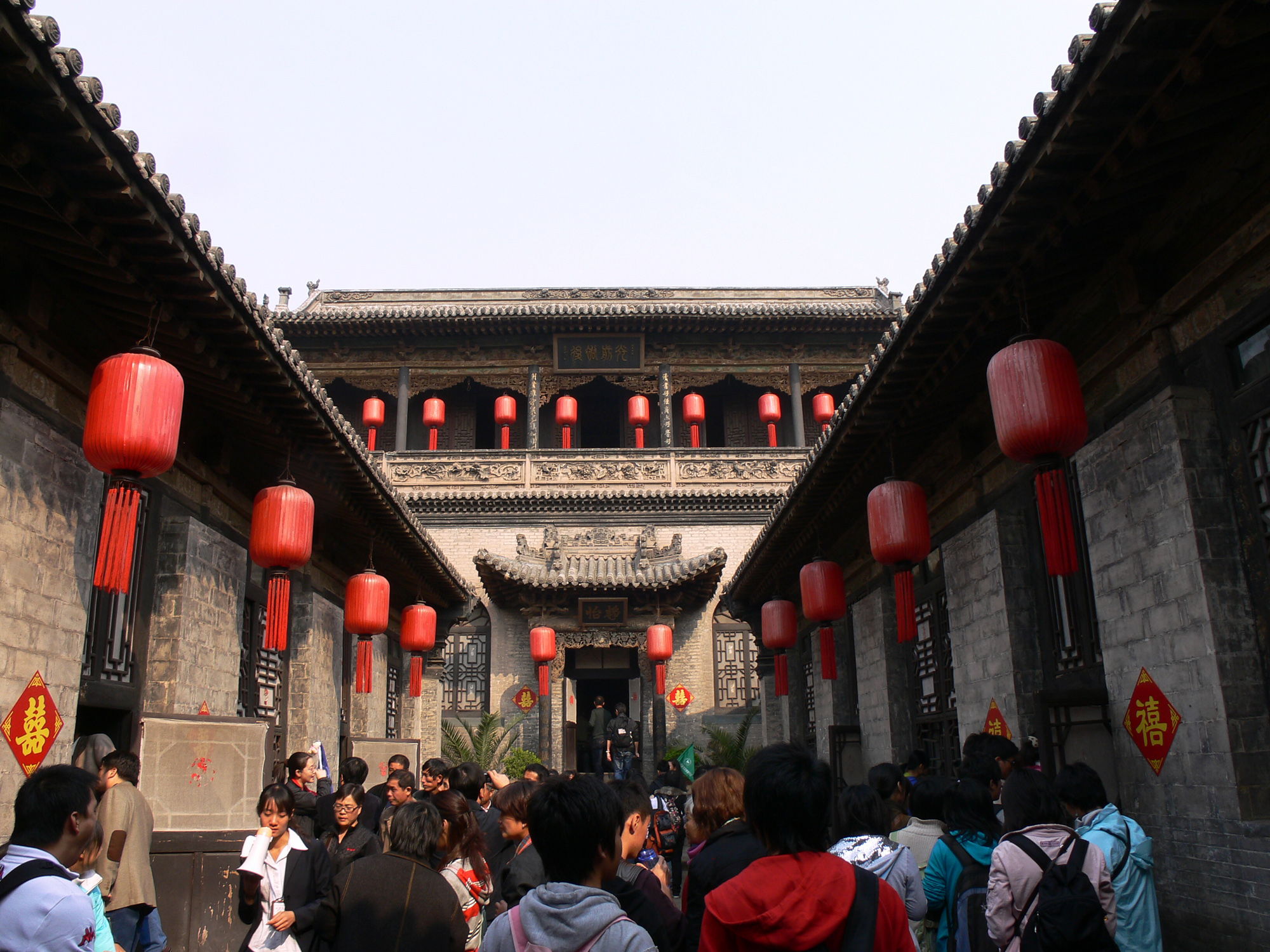
山西乔家大院静怡院

方形建築為中式住宅的普遍類型。四合院的格局为一个院子四面建有房屋，通常由正房、东西厢房和倒座房组成，从四面将庭院合围在中间，故名四合院。四合院就是三合院前面有加门房的屋舍来封闭。若呈“口”字形的称为一进院落；“日”字形的称为二进院落；“目”字形的称为三进院落。一般而言，大宅院中，第一进为门屋，第二进是厅堂，第三进或后进为私室或闺房，是妇女或眷属的活动空间。四合院在中国至少有三千多年的历史，在中国各地有多种类型，其中以北京四合院为典型。四合院通常为大家庭所居住，提供了对外界比较隐密的庭院空间。
三合院为中国传统古厝的基本形制。三合院一般由北面正房（正身）和东西厢房（护龙）组成。由于房屋坐落于三个方向，故名三合院。正厅为祭祀与接待宾客之处，左房是户长居室，右房是长辈居室；左护龙为长子所住，右护龙为次子所住；若中人丁旺盛，则于左右护龙外，再加盖“外护”，屋舍高度则随正厅（房）、护龙依次下降。三合院是四合院的简化形式，通常是将四合院南房直接用院墙代替，大门也采用门楼样式。其它形式有一条龙、单伸手。

### 徽派建筑

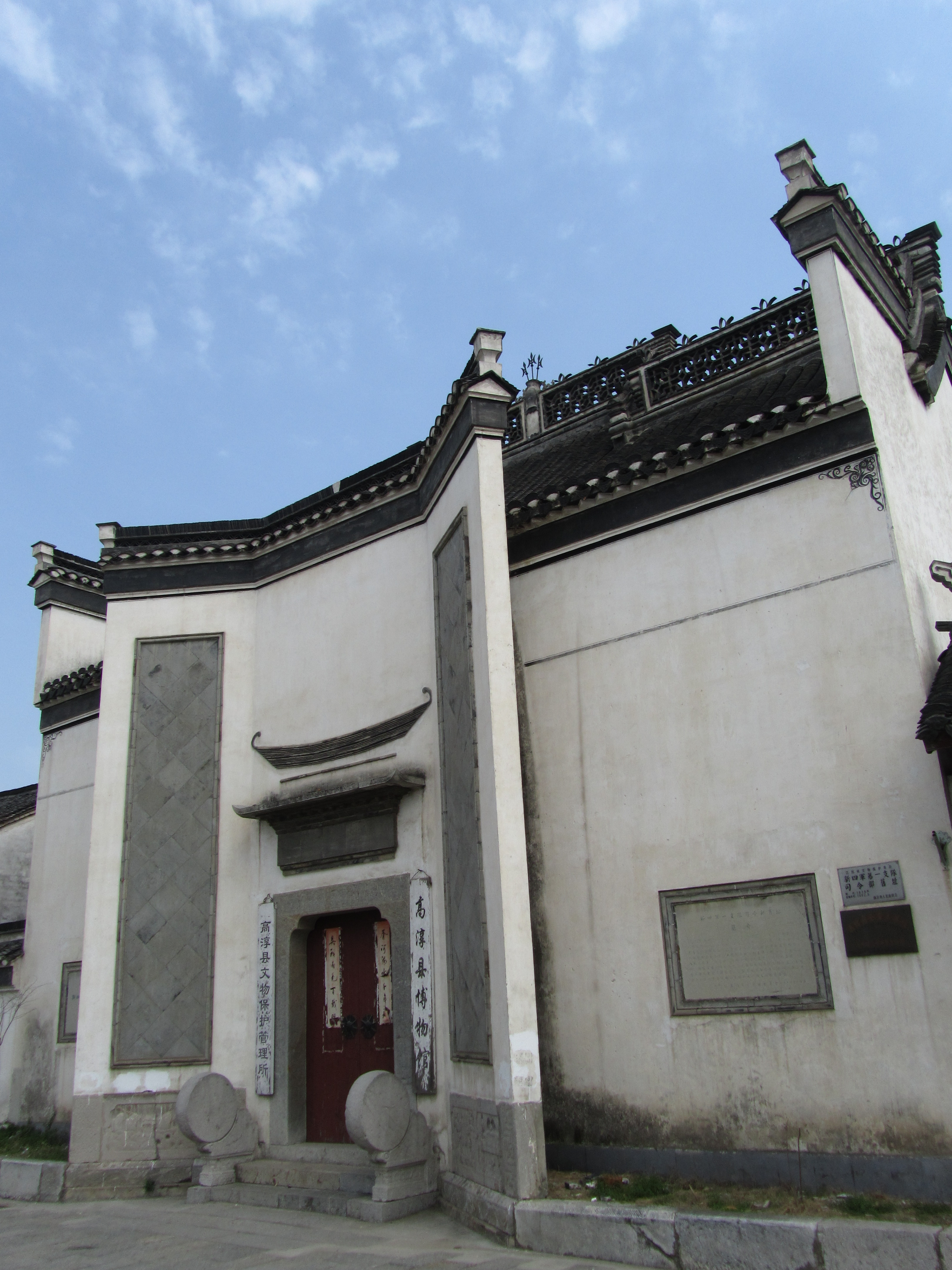
高淳吴氏宗祠采用徽派建筑风格。

徽派建筑是中国建筑中的一支重要流派，是徽文化最重要的组成部分之一。徽派建筑主要流行于皖南徽州六县〔歙县，黟县，绩溪，婺源，祁门，休宁〕，以及旧时的严州地区（今浙江建德、桐庐等地），亦流行于赣北、皖南等徽语区（如江西浮梁、德兴安徽旌德、石台，等地）。马头墙是徽派建筑最重要的标志之一，徽州三雕和徽州壁画是最普遍的装饰物，有些雕刻作品和壁画如今也是相当珍贵的文物。
徽州民居依靠着黄山，又有无数河流、小溪穿过。徽州民居一般都是小桥流水，曲径通幽，亭台楼阁，雕梁画栋，风格清新雅致，又不失奢华。徽州民居注重风水，强调与自然的统一，宏村的牛型设计更是享誉中外，至今来看也十分科学、精致。
明清时期，徽商鼎盛，衣锦回乡后，将巨大的财富带回徽州各地，修建富丽堂皇的房屋、私家园林也便成了体现身份的方式之一，宏村等地有些房屋的墙壁甚至鎏以金粉，相当奢华。宏村有“民间故宫”一称，保存着大量的画作、楹联、木雕等精美物品，是研究徽文化重要的途径。
著名的徽派建筑代表有，棠樾牌坊群，许国石坊，西递，宏村，南屏，呈坎，唐模，屯溪老街，等等。其中，西递、宏村于2000年被列为世界文化遗产，亦是首个民居类的世界遗产。如今，许多地方都仿建徽派建筑，由以安徽省内居多，北京、南京等地亦有。其中大部分并不是标准的徽派风格，只是将建筑加上一些徽派元素，如马头墙安放在屋顶，加之白墙黑瓦。

### 閩地建築
- 閩都式建築

- 閩南式建築

### 窑洞式建築

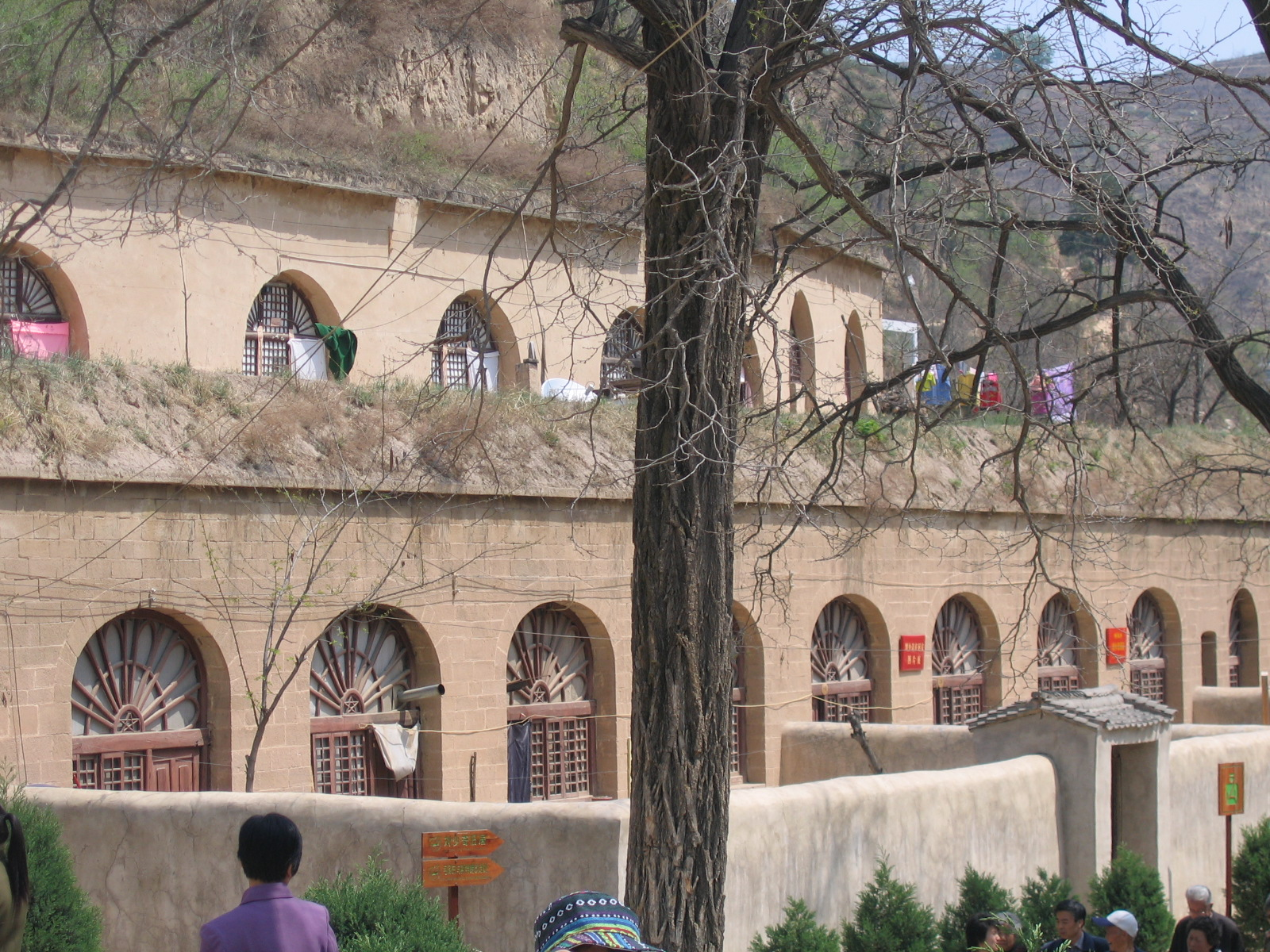
陕西延安的窑洞

窑洞是一种民居建筑形式，是中国大陆黄土高原地区，例如陕西省和山西省的特色建筑。黄土高原比较缺乏木、石等建筑材料和烧砖、瓦所需的燃料，但有质地细密的黄土层。窑洞特别是土窑充分利用了这一情况。外部的土层有利于室内恒温和隔音。下面是实地的地板可以大量承重。易燃材料不多因而火灾不易传播。
建築的主要特点是顶上覆土，内部下面方型上面拱型。多数后面比前面稍窄，呈喇叭形。常见的单间窑洞宽約三點五米左右，高约三至四米，深約五至九米。前面有木结构、带门和格子窗的外壁。内部墙面上抹泥、熟石灰或掺石灰的泥，还可以贴纸和窗花进一步装饰。窑洞前的地面平整后，在周围围以土墙。
土窑建築直接在黄土形成的崖壁上挖孔形成居室。多数在内部加盖砖或石墙，以防止土层倒塌。

### 栱圓形建築

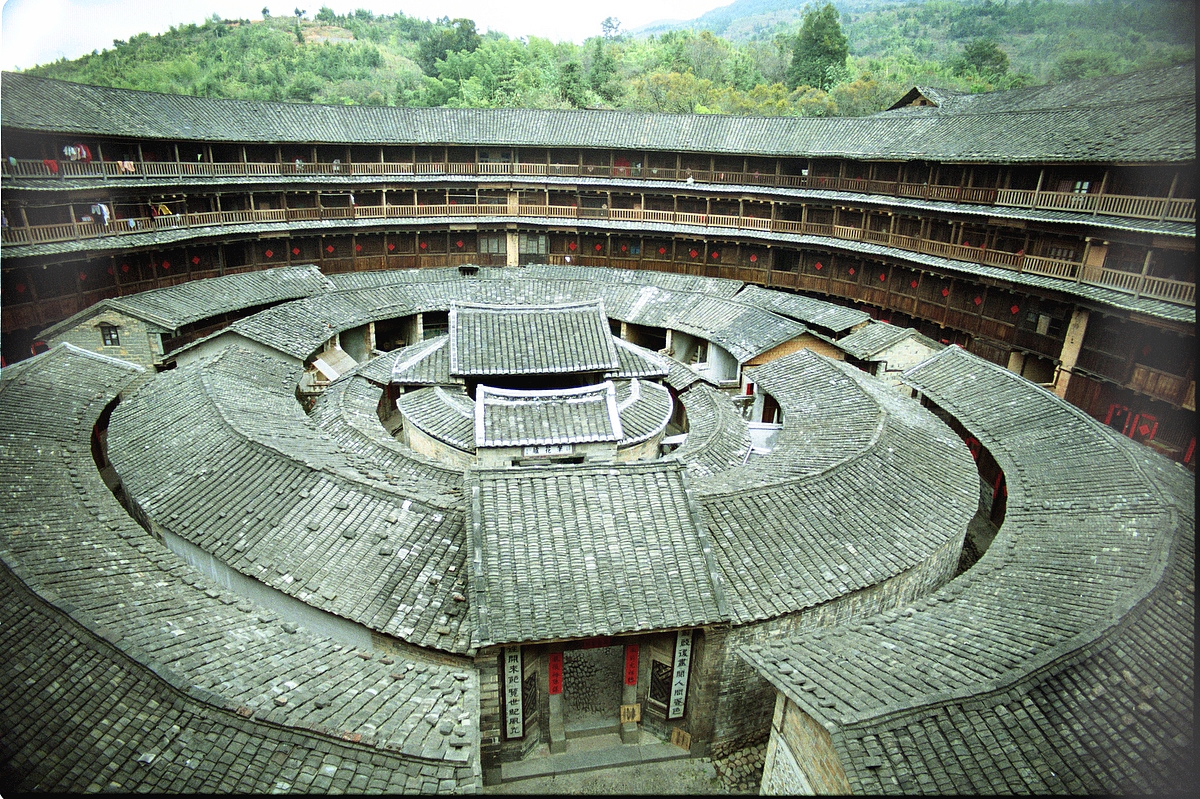
四环承启楼

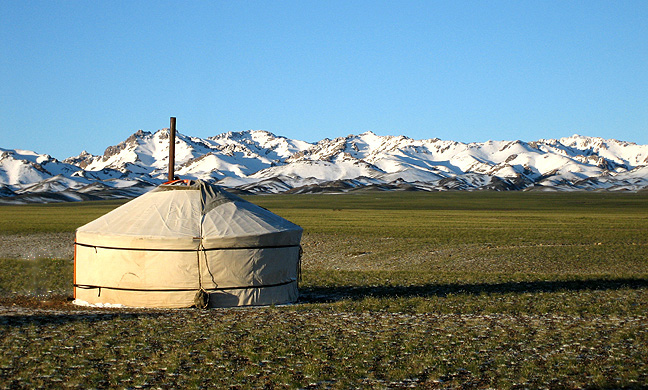
蒙古包

福建南部與西部常見此類型，最著名的栱圆形建筑是福建土楼。福建土楼总数约三千余座，主要分布地区包括龙岩市永定县和漳州市南靖县、诏安县、平和县、华安县。产生于宋元兩代，成熟于明末、清代和民国时期。
蒙古包亦是栱圓形建築的例子。这类住房形式不限于蒙古族，而是在中亚地区游牧民族中很常见。古代突厥、契丹、蒙古等游牧民族的住房。辽国上京的宫城里的宫帐被称为斡耳朵,也是一种形式的蒙古包。汉语中的蒙古包一词始于清代。“包”，满语是家、屋的意思。也称为穹庐、毡帐或毡包等。

### 船屋和艇户
中国疍家人是以船为家的渔民。由于他们生活在船艇上，他们的脚与生活在陆地上的人略有差别，士大夫则雅称之为“艇户”。

## 中国桥梁

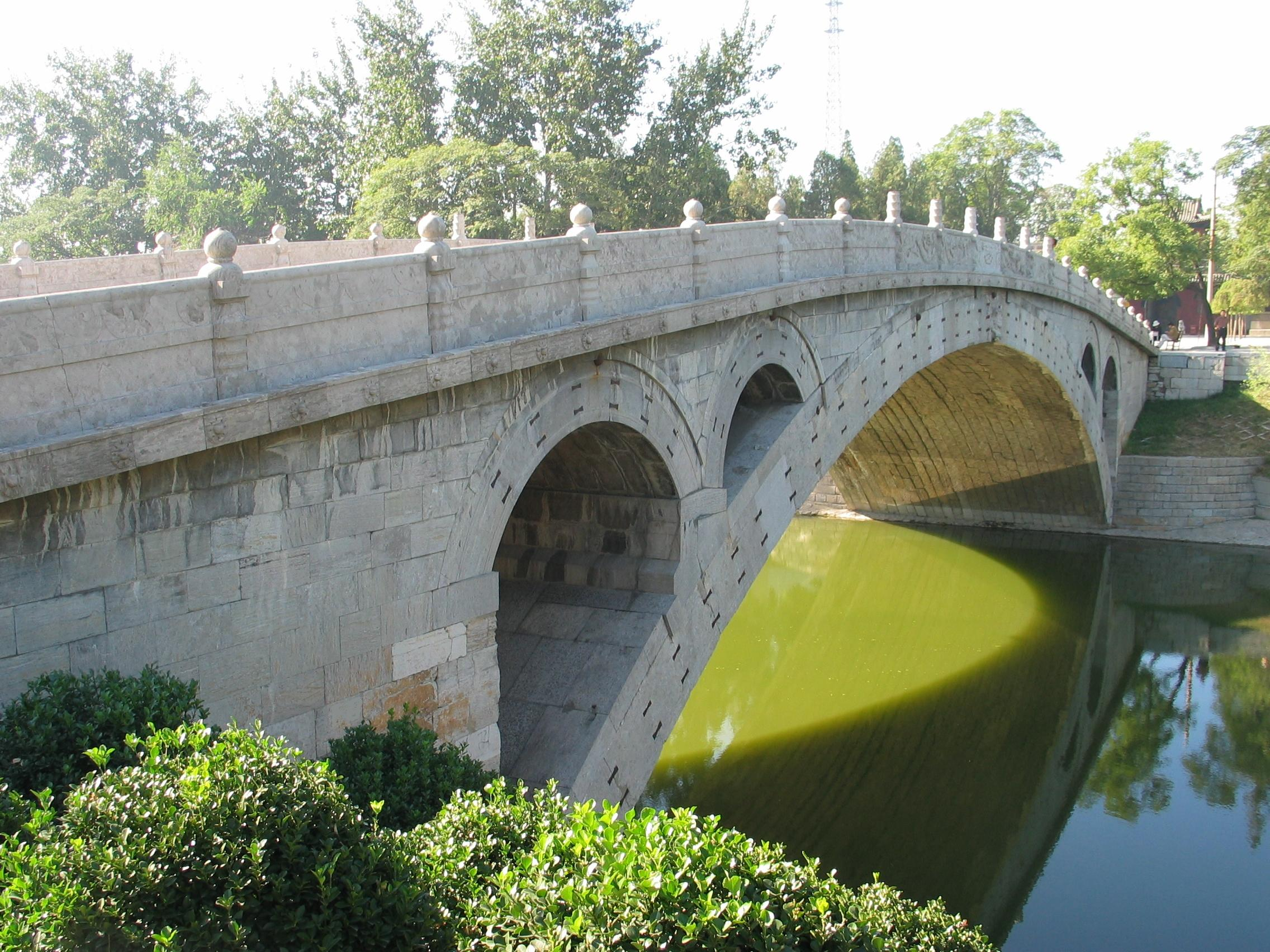
赵州桥（图）与广济桥、芦沟桥、洛阳桥并称为中国四大古桥。

据考古发掘分析，中国石器时代的桥梁为木梁桥。随着铁器时代的来临，加工大型石料成为可能，石材成为主要的建筑材料。其中，王莽时期修建的灞桥，以石为墩，以木为梁，是石木结合的代表作。石拱桥的出现使中国古代桥梁进入了一个新纪元。建于隋朝的赵州桥制作精良，结构独创，其石拱桥跨径纪录，直到1959年湖南黄虎港桥的建成才被打破。而卢沟桥和双龙桥都属于厚墩联拱石拱桥。与厚墩联拱相对应的是薄墩联拱石拱桥，多见于南方软基水网地区，其中最著名的是建于唐朝的苏州宝带桥。而最著名的竹索桥是四川省都江堰安澜桥，是以竹蔑为索材的吊桥。而中国最著名的铁索吊桥是四川省甘孜的泸定桥。中国古代的造桥技术，特别是石拱桥的建造技术，为现代桥梁建设奠定了良好的基础。
目前中国有超过100万座公路和铁路桥梁，近十年来，平均以每年2.7万座的速度增长。同时，中国桥梁不断刷新世界桥梁纪录，创造了众多“第一”和“之最”（参见世界大桥列表、世界悬索桥列表、世界斜拉桥列表、世界拱桥列表、世界最高桥梁列表 (桥面高度)、世界最高桥梁列表 (结构高度)）。不过，国内桥梁建设取得的很多“第一”，多集中在跨径、塔高等指标上。在桥梁工程技术的基础理论研究、结构的耐久性和安全性、成套施工技术等方面，与发达国家相比还有一定距离。

## 研究歷程
二十世紀初，中國建築並非如西方已成為正式研究學科，對於中國傳統文人來說，建築是匠作，非文人所為，因此中國建築的傳襲皆靠口耳相傳之師徒制，存留的書面資料目前相當少，目前只有宋朝《營造法式》與清朝《工部工程作法》等書面資料仍是研究中國建築的重要文字資料。最早研究中國建築為西方人。留美的梁思成、其妻林徽因與留日的劉敦楨等人加入中國營造學社後，將中國傳統建築一一測繪，編輯書面資料及整理文獻記錄，讓後世有更豐富的中國建築研究資料。

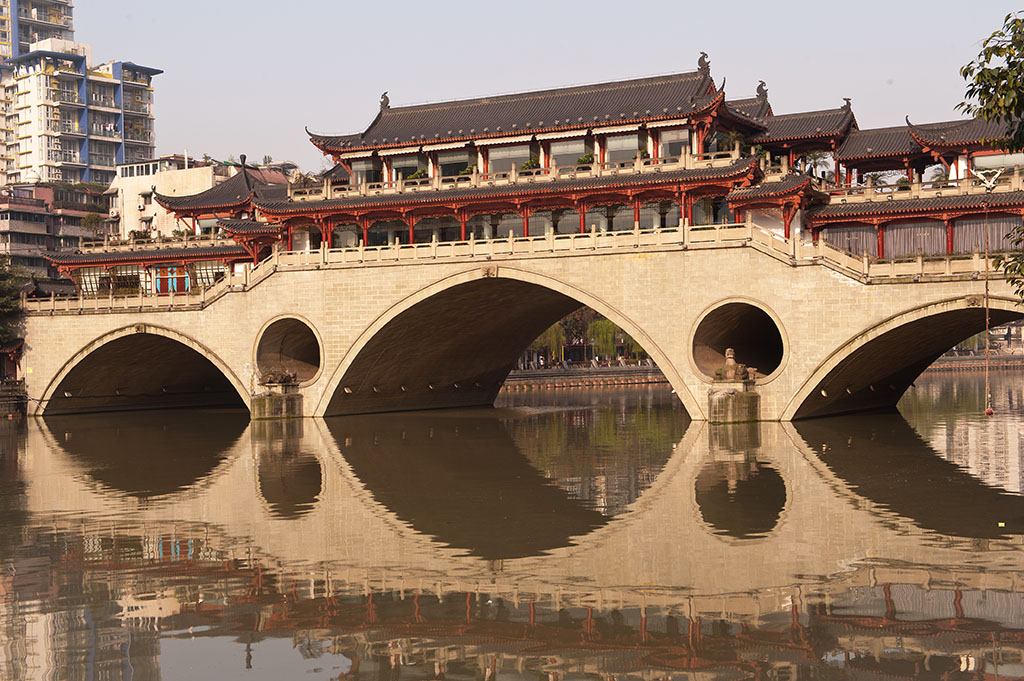
四川安顺廊桥

### 引用
1. ↑  L. Carrington Goodrich. . Sturgis Press. 2007. ISBN 978-1406769760.
2. ↑  McCannon, John. . Barron's Educational Series. 19 March 2018  [19 March 2018]. ISBN 9780764118166. （原始内容存档于20 March 2018） –Google Books.
3. ↑  Formichi, Chiara. . Routledge. 1 October 2013  [19 March 2018]. ISBN 9781134575428. （原始内容存档于20 March 2018） –Google Books.
4. ↑  Winks, Robin. . OUP Oxford. 21 October 1999  [19 March 2018]. ISBN 9780191542411. （原始内容存档于2023-10-28） –Google Books.
5. ↑  Steinhardt, Nancy Shatzman. . The Art Bulletin. June 2004, 86 (2): 228–254. ISSN 0004-3079. JSTOR 3177416. doi:10.2307/3177416.
6. ↑  ddmdomag. . openthedorr. 2013-04-09  [2019-03-09]. （原始内容存档于20 October 2014） （英语）.
7. ↑  Liang Sicheng, year 12, A pictorial history of Chinese architecture : a study of the development of its structural system and the evolution of its types, ed. by Wilma Fairbank, Cambridge (Mass.): MIT Press.
8. ↑  .   [2017-02-16]. （原始内容存档于2017-02-16）.
9. ↑  .   [2017-01-29]. （原始内容存档于2017-02-02）.
10. 1 2 3 4 5 6  Roskam, Cole. . Altehenger, Jennifer; Ho, Denise Y.  (编). . Seattle: University of Washington Press. 2022. ISBN 978-0-295-75085-9.
11. 1 2  Hou, Li. . Harvard-Yenching Institute monograph series. Cambridge, Massachusetts: Harvard University Asia Center. 2021. ISBN 978-0-674-26022-1.
12. ↑  Yuan, Ren. . The Guardian. 15 October 2014  [1 September 2023].
13. ↑  Ren, Yuan. . The Guardian. 2014-10-15  [2025-01-08]. ISSN 0261-3077 （英国英语）.
14. ↑  . 景观世界.   [2017-07-10]. （原始内容存档于2017-05-14）.
15. ↑  茅以升. . 文明書局. 1991.
16. ↑  . 新华网 (新华社). 2016-09-28  [2017-07-10]. （原始内容存档于2017-04-30）.

### 书籍
- 《中國古代建築技術史》，博遠，臺北。
- 李允鉌，《華夏意匠》，廣角鏡，香港。
- 梁思成，《中國建築史》，明文出版社，臺北。
- 劉敦楨，《中國古代建築史》，明文出版社，臺北。
- 劉致平，《中國建築類型及結構》，尚林出版社，臺北